# Lista över narkotika
Detta är en lista över substanser som är narkotikaklassade i Sverige. Samtliga substanser som är narkotikaklassade internationellt genom 1961 års allmänna narkotikakonvention och 1971 års psykotropkonvention är även narkotikaklassade i Sverige, men därutöver klassas ytterligare några substanser.
För att klassas som narkotika ska ett ämne anses vara hälsofarligt samt beroendeframkallande eller euforiserande. I den officiella klassningen finns det fem undergrupper.
- Förteckning I: Droger som i Sverige anses sakna medicinskt värde, till exempel heroin och vissa hallucinogener. Dessa är förbjudna att tillverka, importera eller sälja. (I t.ex. Storbritannien används dock heroin ofta som smärtstillande medel istället för morfin)
- Förteckning II–IV: Droger som används medicinskt och kräver import/exporttillstånd, till exempel morfin, amfetamin och bensodiazepiner.
- Förteckning V: Droger som ej omfattas av internationella konventioner och ej kräver import-/exporttillstånd. Svagare opioider, bedövningsmedel och vissa bensodiazepinliknande substanser.

"Den internationella förteckningen hänvisar till att ämnet finns upptaget i 1961 års allmänna narkotikakonvention (N I—IV) respektive 1971 års psykotropkonvention (P I—IV) inklusive tillägg. Under rubriken certifikat anges om införsel/utförsel kräver tillstånd i varje enskilt fall, J, eller att tillstånd i varje enskilt fall inte krävs, N."
| Namn | Svensk förteckning | Internationell förteckning | Imp/Exp certifikat |
| --- | ------------------ | -------------------------- | ------------------ |
| Acetorfin | II                 | N I + IV                   | J                  |
| Acetyl-alfa-metylfentanyl | II                 | N I + IV                   | J                  |
| Acetyldihydrokodein | II                 | N II                       | J                  |
| Acetylmetadol | II                 | N I                        | J                  |
| Alfacetylmetadol | II                 | N I                        | J                  |
| Alfameprodin | II                 | N I                        | J                  |
| Alfametadol | II                 | N I                        | J                  |
| Alfa-metylfentanyl | II                 | N I + IV                   | J                  |
| Alfa-metyltiofentanyl | II                 | N I + IV                   | J                  |
| Alfaprodin | II                 | N I                        | J                  |
| Alfentanil | II                 | N I                        | J                  |
| Allobarbital | IV                 | P IV                       | J                  |
| Allylprodin | II                 | N I                        | J                  |
| Alprazolam | IV                 | P IV                       | J                  |
| AM-694, 1-[(5-fluoropentyl)-1H-indol-3-yl]-(2-jodofenyl)metanon                                                                          | I                  | -                          | J                  |
| AM-2201, 1-[(5-fluoropentyl)-1H-indol-3-yl]-(naftalen-1-yl)metanon                                                                       | I                  | -                          | J                  |
| Amfepramon | II                 | P IV                       | J                  |
| Amfetamin | II                 | P II                       | J                  |
| Amineptin | II                 | P II                       | J                  |
| Aminorex | IV                 | P IV                       | J                  |
| Amobarbital | IV                 | P III                      | J                  |
| Anileridin | II                 | N I                        | J                  |
| Aprobarbital | V                  | —                          | N                  |
| Barbital | IV                 | P IV                       | J                  |
| Bensetidin | II                 | N I                        | J                  |
| Bensfetamin | II                 | P IV                       | J                  |
| Bensylmorfin | II                 | N I                        | J                  |
| 1-bensylpiperazin (N-bensylpiperazin), BZP                                                                                               | I                  | -                          | J                  |
| Besitramid | II                 | N I                        | J                  |
| Betacetylmetadol | II                 | N I                        | J                  |
| Beta-hydroxifentanyl | II                 | N I + IV                   | J                  |
| Beta-hydroxi-3-metylfentanyl | II                 | N I + IV                   | J                  |
| Betameprodin | II                 | N I                        | J                  |
| Betametadol | II                 | N I                        | J                  |
| Betaprodin | II                 | N I                        | J                  |
| Brallobarbital | V                  | —                          | N                  |
| Brolamfetamin (DOB, brom-STP) | I                  | P I                        | J                  |
| Bromazepam | IV                 | P IV                       | J                  |
| Bromo-Dragonfly,brombensodifuranylisopropylamin                                                                                          | I                  | —                          | J                  |
| Brotizolam | IV                 | P IV                       | J                  |
| Bufedron | I                  | —                          |                    |
| Buprenorfin | IV                 | P III                      | J                  |
| Butalbital (butalbarbital) | IV                 | P III                      | J                  |
| Butobarbital | IV                 | P IV                       | J                  |
| 1-(1,3-bensodioxol-5-yl)-2-(metylamino)butan-1-on (butylon)                                                                              | I                  | -                          | J                  |
| Cannabis | I                  | N I + IV                   | J                  |
| Cannabisextrakt och tinkturer | II                 | N I                        |                    |
| Cannabisharts (såväl obehandlat som renat)                                                                                               | I                  | N I + IV                   |                    |
| 2C-B, 4-brom-2,5-dimetoxifenetylamin | I                  | P II                       | J                  |
| 2C-I, 4-jod-2,5-dimetoxifenetylamin | I                  | —                          | J                  |
| CP47,497-C6 (5-(1,1-Dimetylhexyl)-2-((1R,3S)-3-hydroxicyklohexyl)fenol)                                                                  | I                  | —                          | J                  |
| CP47,497-C7 (5-(1,1-Dimetylheptyl)-2-((1R,3S)-3-hydroxicyklohexyl)fenol)                                                                 | I                  | —                          | J                  |
| CP47,497-C8 (5-(1,1-Dimetyloctyl)-2-((1R,3S)-3-hydroxicyklohexyl)fenol)                                                                  | I                  | —                          | J                  |
| CP47,497-C9 (5-(1,1-Dimetylnonyl)-2-((1R,3S)-3-hydroxicyklohexyl)fenol)                                                                  | I                  | —                          | J                  |
| 2C-T-2, 2,5-dimetoxi-4-etyltiofenetylamin                                                                                                | I                  | —                          | J                  |
| 2C-T-7, 2,5-dimetoxi-4-(n)-propyltiofenetylamin                                                                                          | I                  | —                          | J                  |
| Cyklobarbital | IV                 | P III                      | J                  |
| Delorazepam | IV                 | P IV                       | J                  |
| Desomorfin | II                 | N I + IV                   | J                  |
| Desoxipipradol | I                  | —                          |                    |
| DET, N,N-dietyl-(2-indolyl-(3)-etyl)amin                                                                                                 | I                  | P I                        | J                  |
| Dexamfetamin | II                 | P II                       | J                  |
| Dextrometorfan (DXM) | V                  | —                          | N                  |
| Dextromoramid | II                 | N I                        | J                  |
| Dextropropoxifen | III                | N II                       | J                  |
| Diampromid | II                 | N I                        | J                  |
| Diazepam | IV                 | P IV                       | J                  |
| Dietyltiambuten | II                 | N I                        | J                  |
| Difenoxin | II                 | N I                        | J                  |
| Difenoxylat | II                 | N I                        | J                  |
| Dihydroetorfin | II                 | N I                        | J                  |
| Dihydrokodein | II                 | N II                       | J                  |
| Dihydromorfin | II                 | N I                        | J                  |
| Dimefeptanol | II                 | N I                        | J                  |
| Dimenoxadol | II                 | N I                        | J                  |
| Dimetyltiambuten | II                 | N I                        | J                  |
| Dioxafetylbutyrat | II                 | N I                        | J                  |
| Dipipanon | II                 | N I                        | J                  |
| DMA, (±)-2,5-dimetoxi-α-metylfenetylamin, dimetoxiamfetamin                                                                              | I                  | P I                        | J                  |
| DMHP, 3-(1,2-dimetylheptyl)-6,6,9-trimetyl-7,8,9,10-tetrahydro-6H-dibenso[b,d]pyranol-(1), dimetylpyran                                  | I                  | P I                        | J                  |
| DMT, 3-[2-(dimetylamino)etyl]indol, dimetyltryptamin                                                                                     | I                  | P I                        | J                  |
| DOC, 4-klor-2,5-dimetoxiamfetamin, 2C-C                                                                                                  | I                  | —                          | J                  |
| DOET, (±)-4-etyl-2,5-dimetoxi-α-metylfenetylamin, 2,5-dimetoxi-4-etylamfetamin                                                           | I                  | P I                        | J                  |
| DOI, 4-jod-2,5-dimetoxiamfetamin | I                  | —                          | J                  |
| Dronabinol | P II \| J          |                            |                    |
| Drotebanol | II                 | N I                        | J                  |
| Ekgonin, samt dess estrar och derivat som kan omvandlas till ekgonin eller kokain                                                        | II                 | N I                        | J                  |
| Estazolam | IV                 | P IV                       | J                  |
| Eticyklidin, PCE | I                  | P I                        | J                  |
| Etilamfetami, etylamfetamin | II                 | P IV                       | J                  |
| Etinamat | IV                 | P IV                       | J                  |
| Etizolam | -                  | -                          |                    |
| Etklorvynol | IV                 | P IV                       | J                  |
| Etonitazen | II                 | N I                        | J                  |
| Etorfin | II                 | N I + IV                   | J                  |
| Etoxeridin | II                 | N I                        | J                  |
| Etryptamin | I                  | P I                        | J                  |
| Etylfenidat | -                  | -                          |                    |
| Etylloflazepat | IV                 | P IV                       | J                  |
| Etylmetyltiambuten | II                 | N I                        | J                  |
| Etylmorfin | III                | N II                       | J                  |
| Fenadoxon | II                 | N I                        | J                  |
| Fenampromid | II                 | N I                        | J                  |
| Fenazepam | I                  | —                          | J                  |
| Fenazocin | II                 | N I                        | J                  |
| Fencyklidin, PCP | II                 | P II                       | J                  |
| Fendimetrazin | II                 | P IV                       | J                  |
| Fenetyllin | II                 | P II                       | J                  |
| Fenkamfamin | II                 | P IV                       | J                  |
| Fenmetrazin | II                 | P II                       | J                  |
| Fenobarbital | IV                 | P IV                       | J                  |
| Fenomorfan | II                 | N I                        | J                  |
| Fenoperidin | II                 | N I                        | J                  |
| Fenproporex | II                 | P IV                       | J                  |
| Fentanyl | II                 | N I                        | J                  |
| Fentermin | II                 | P IV                       | J                  |
| 1-Fenyl-2-butylamin | II                 | —                          | J                  |
| [1-fenyl-1-piperidyl-(2)-metyl]acetat | II                 | —                          | J                  |
| Flefedron, 1-(4-fluorfenyl)-2-(metylamino)propan-1-on                                                                                    | I                  | -                          | J                  |
| Fludiazepam | IV                 | P IV                       | J                  |
| Flunitrazepam | II                 | P III                      | J                  |
| 4-fluoramfetamin (4-FMP) | I                  | —                          | J                  |
| 1-(2-fluorfenyl)-2-(metylamino)propan-1-on                                                                                               | I                  | -                          | J                  |
| 1-(3-fluorfenyl)-2-(metylamino)propan-1-on                                                                                               | I                  | -                          | J                  |
| Flurazepam | IV                 | P IV                       | J                  |
| Folkodin | III                | N II                       | J                  |
| Furetidin | II                 | N I                        | J                  |
| Gammahydroxibutyrat, GHB | II                 | P IV                       | J                  |
| Glutetimid | IV                 | P III                      | J                  |
| Halazepam | IV                 | P IV                       | J                  |
| Haloxazolam | IV                 | P IV                       | J                  |
| Heptabarbital | V                  | —                          | N                  |
| Heroin | I                  | N I + IV                   | J                  |
| Hexapropymat | V                  | —                          | N                  |
| Hexobarbital | V                  | —                          | N                  |
| 4-HO-MET, 3-[2-[etyl(metyl)amino]etyl]-1H-indol-4-ol                                                                                     | I                  | —                          | J                  |
| HU-210 ( (6aR,10aR)-9-(Hydroximetyl)-6,6-dimetyl-3-(2-metyloktan-2- yl)-6a,7,10,10a,tetrahydrobenso[c]kromen-1-ol) )                     | I                  | —                          | J                  |
| Hydrokodon | II                 | N I                        | J                  |
| Hydromorfinol | II                 | N I                        | J                  |
| Hydromorfon | II                 | N I                        | J                  |
| Hydroxipetidin | II                 | N I                        | J                  |
| Hydroxitetrahydrocannabinoler | I                  | P I                        | J                  |
| Ibogain | I                  | —                          | J                  |
| Isometadon | II                 | N I                        | J                  |
| JWH-018 (Naftalen-1-yl-(1-pentylindol-3-yl)metanon)                                                                                      | I                  | —                          | J                  |
| JWH-073 (Naftalen-1-yl-(1-butylindol-3-yl)metanon)                                                                                       | I                  | —                          | J                  |
| JWH-081, 4-metoxinaftalen-1-yl-(1-pentylindol-3-yl)metanon                                                                               | I                  | -                          | J                  |
| JWH-122, 4-metylnaftalen-1-yl-(1-pentylindol-3-yl)metanon                                                                                | I                  | -                          |                    |
| JWH-200, [1-[2-(4-morfolinyl)etyl]-1H-indol-3-yl]-1-naftalenylmetanon                                                                    | I                  | -                          | J                  |
| JWH-203, 2-(2-klorofenyl)-1-(1-pentylindol-3-yl)etanon                                                                                   | I                  | -                          |                    |
| JWH-210, 4-etylnaftalen-1-yl-(1-pentylindol-3-yl)metanon                                                                                 | I                  | -                          |                    |
| JWH-250, 2-(2-metoxifenyl)-1-(1-pentyl-1H-indol-3-yl)etanon                                                                              | I                  | -                          | J                  |
| JWH-398, (4-klornaftalen-1-yl)(1-pentyl-1H-indol-3-yl)metanon                                                                            | I                  | -                          | J                  |
| Kamazepam | IV                 | P IV                       | J                  |
| Karfentanil | II                 | —                          | J                  |
| Karisoprodol | IV                 | —                          | J                  |
| Kat (de ovanjordiska delarna av Catha edulis)                                                                                            | I                  | —                          | J                  |
| Katin | II                 | P III                      | J                  |
| Katinon | I                  | P I                        | J                  |
| Ketamin | IV                 | —                          | J                  |
| Ketazolam | IV                 | P IV                       | J                  |
| Ketobemidon | II                 | N I + IV                   | J                  |
| Klobazam | IV                 | P IV                       | J                  |
| Klometiazol | V                  | —                          | N                  |
| Klonazepam | IV                 | P IV                       | J                  |
| Klonitazen | II                 | N I                        | J                  |
| Kloralhydrat | V                  | —                          | N                  |
| Kloralodol | V                  | —                          | N                  |
| Klorazepat | IV                 | P IV                       | J                  |
| Klordiazepoxid | IV                 | P IV                       | J                  |
| Klotiazepam | IV                 | P IV                       | J                  |
| Kloxazolam | IV                 | P IV                       | J                  |
| Kodein | III                | N II                       | J                  |
| Kodoxim | II                 | N I                        | J                  |
| Kokablad | II                 | N I                        | J                  |
| Kokain | II                 | N I                        | J                  |
| Lefetamin, SPA | II                 | P IV                       | J                  |
| Levamfetamin | II                 | P II                       | J                  |
| Levofenacylmorfan | II                 | N I                        | J                  |
| Levometamfetamin | II                 | P II                       | J                  |
| Levometorfan | II                 | N I                        | J                  |
| Levomoramid | II                 | N I                        | J                  |
| Levonantradol | II                 | —                          | J                  |
| Levorfanol | II                 | N I                        | J                  |
| Loprazolam | IV                 | P IV                       | J                  |
| Lorazepam | IV                 | P IV                       | J                  |
| Lormetazepam | IV                 | P IV                       | J                  |
| Lysergid, LSD, LSD-25 | I                  | P I                        | J                  |
| Mazindol | II                 | P IV                       | J                  |
| MDE, N-etyl MDA | I                  | P I                        |                    |
| MDMA, 3,4-metylendioximetamfetamin | I                  | P I                        | J                  |
| MDPV, metylendioxipyrovaleron eller 1-(1,3-bensodioxol-5-yl)-2-pyrrolidin-1-yl-pentan-1-on (MDPV)                                        | I                  | -                          | J                  |
| 4-MEC, 4-metyletkatinon, 2-etylamin-1-(4-metylfenyl)-1-propanon                                                                          | I                  | -                          |                    |
| Medazepam | IV                 | P IV                       | J                  |
| Mefedron, 4-metylmetkatinon | I                  | -                          |                    |
| Mefenorex | II                 | P IV                       | J                  |
| Meklokvalon | II                 | P II                       | J                  |
| 5-MeO-DALT, N-allyl-N-[2-(5-metoxi-1H-indol-3-yl)etyl]-prop-2-en-1-amin                                                                  | I                  | -                          | J                  |
| Meprobamat | IV                 | P IV                       | J                  |
| Meskalin | I                  | P I                        | J                  |
| Mesokarb | IV                 | P IV                       | J                  |
| Metadon | II                 | N I                        | J                  |
| Metadonintermediat | II                 | N I                        | J                  |
| Metakvalon | II                 | P II                       | J                  |
| Metamfetamin | II                 | P II                       | J                  |
| Metamfetamin racemat | II                 | P II                       | J                  |
| Metazocin | II                 | N I                        | J                  |
| 1-(4-metoxifenyl)-2-(metylamino)propan-1-on (metedron)                                                                                   | I                  | -                          | J                  |
| Metkatinon | I                  | P I                        | J                  |
| Metohexital | V                  | —                          | N                  |
| Metopon | II                 | N I                        | J                  |
| Metoxetamin, 2-(etylamino)-2-(3-metoxifenyl)cyklohexanon                                                                                 | I                  | -                          | J                  |
| 4-Metylaminorex | I                  | P I                        | J                  |
| Metyldesorfin | II                 | N I                        | J                  |
| Metyldihydromorfin | II                 | N I                        | J                  |
| Metylfenidat | II                 | P II                       | J                  |
| Metylfenobarbital | IV                 | P IV                       | J                  |
| 3-Metylfentanyl, N-(3-metyl-1-fenetyl-4-piperidyl)propionanilid                                                                          | II                 | N I + IV                   | J                  |
| Metylon | I                  | -                          | J                  |
| Metylpentynol | V                  | —                          | N                  |
| Metyprolon | IV                 | P IV                       | J                  |
| 3-Metyltiofentanyl | II                 | N I + IV                   | J                  |
| Midazolam | IV                 | P IV                       | J                  |
| Mitragynin | I                  | -                          |                    |
| MMDA, 5-metoxi-3,4-metylendioxiamfetamin                                                                                                 | I                  | P I                        | J                  |
| Modafinil | IV                 | —                          | J                  |
| Moramidintermediat | II                 | N I                        | J                  |
| Morferidin | II                 | N I                        | J                  |
| Morfin | II                 | N I                        | J                  |
| Morfinmetylbromid och andra femvärda kvävemorfinderivat, speciellt inkluderande morfin-N-oxidderivat, däribland Kodein-N-oxid            | II                 | N I                        | J                  |
| Morfin-N-oxid | II                 | N I                        | J                  |
| MPPP, 1-metyl-4-fenyl-4-piperidinolpropionat                                                                                             | I                  | N I + IV                   | J                  |
| 4-MTA, 4-metyltioamfetamin | I                  | P I                        | J                  |
| Myrofin | II                 | N I                        | J                  |
| N-etylkatinon, 2-etylamin-1-fenylpropan-1-on                                                                                             | I                  | -                          | J                  |
| N-hydroxiamfetamin | I                  | —                          | J                  |
| N-hydroxi MDA | I                  | P I                        | J                  |
| Nabilon | II                 | —                          | J                  |
| Nafyron, 1-(naftalen-2-yl)-2-pyrrolidin-1-yl-pentan-1-on                                                                                 | I                  | —                          | J                  |
| Nikokodin | III                | N II                       | J                  |
| Nikodikodin | III                | N II                       | J                  |
| Nikomorfin | II                 | N I                        | J                  |
| Nimetazepam | IV                 | P IV                       | J                  |
| Nitrazepam | IV                 | P IV                       | J                  |
| Noracymetadol | II                 | N I                        | J                  |
| Nordazepam | IV                 | P IV                       | J                  |
| Norkodein | III                | N II                       | J                  |
| Norlevorfanol | II                 | N I                        | J                  |
| Normetadon | II                 | N I                        | J                  |
| Normorfin | II                 | N I                        | J                  |
| Norpipanon | II                 | N I                        | J                  |
| O-Desmetyltramadol, ODT | I                  | -                          | J                  |
| Opium | II                 | N I                        | J                  |
| Oripavin | II                 | N I                        | J                  |
| Oxazepam | IV                 | P IV                       | J                  |
| Oxazolam | IV                 | P IV                       | J                  |
| Oxikodon | II                 | N I                        | J                  |
| Oximorfon | II                 | N I                        | J                  |
| Para-fluorfentanyl | I                  | N I + IV                   | J                  |
| Parahexyl, 3-hexyl-6,6,9-trimetyl-7,8,9,10-tetra-hydro-6H-dibenso[b,d]pyranol-(1)                                                        | I                  | P I                        | J                  |
| Pemolin | II                 | P I V                      | J                  |
| Pentazocin | III                | P III                      | J                  |
| Pentobarbital | IV                 | P III                      | J                  |
| PEPAP | I                  | N I + IV                   | J                  |
| Petidin | II                 | N I                        | J                  |
| Petidinintermediat A | II                 | N I                        | J                  |
| Petidinintermediat B | II                 | N I                        | J                  |
| Petidinintermediat C | II                 | N I                        | J                  |
| pFBT, 3-(p-fluorobensoyloxi)tropan | I                  | —                          |                    |
| Piminodin | II                 | N I                        | J                  |
| Pinazepam | IV                 | P IV                       | J                  |
| Pipradol | II                 | P IV                       | J                  |
| Piritramid | II                 | N I                        | J                  |
| PMA, parametoxiamfetamin | I                  | P I                        | J                  |
| PMMA, 4-metoxi-N-metylamfetamin | I                  | —                          | J                  |
| Prazepam | IV                 | P IV                       | J                  |
| Pregabalin | V                  | —                          |                    |
| Proheptazin | II                 | N I                        | J                  |
| Properidin | II                 | N I                        | J                  |
| Propiram | III                | N II                       | J                  |
| Propylhexedrin | II                 | —                          | J                  |
| Psilocin, psilotsin, 3-[2-(Dimetylamino)etyl]indol-(4)-ol                                                                                | I                  | P I                        | J                  |
| Psilocybe cubensis | I                  | —                          | J                  |
| Psilocybe semilanceata (toppslätskivling)                                                                                                | I                  | —                          | J                  |
| Psilocybin | I                  | P I                        | J                  |
| Pyrityldion | V                  | —                          | N                  |
| Pyrovaleron | II                 | P IV                       | J                  |
| Racemetorfan | II                 | N I                        | J                  |
| Racemoramid | II                 | N I                        | J                  |
| Racemorfan | II                 | N I                        | J                  |
| RCS-4 Orto Isomer, (2-metoxifenyl)(1-pentyl-1H-indol-3-yl)metanon                                                                        | I                  | -                          | J                  |
| Remifentanil | II                 | N I                        | J                  |
| Rolicyklidin, PHP, PCPY | I                  | P I                        | J                  |
| Sekbutabarbital | IV                 | P IV                       | J                  |
| Sekobarbital | II                 | P II                       | J                  |
| STP, DOM, 2,5-dimetoxi-α,4-dimetylfenetylamin                                                                                            | I                  | P I                        | J                  |
| Sufentanil | II                 | N I                        | J                  |
| Svampar som innehåller ämnena psilocybin eller psilocin, om svamparna är framodlade eller om de har torkats eller på annat sätt beretts. | I                  | —                          | J                  |
| Tapentadol | II                 | -                          | J                  |
| Tebakon | II                 | N I                        | J                  |
| Tebain | II                 | N I                        | J                  |
| Temazepam | IV                 | P IV                       | J                  |
| Tenamfetamin, MDA | I                  | P I                        | J                  |
| Tenocyklidin, TCP, 1-(1-(2-tienyl)cyklohexyl)-piperidin                                                                                  | I                  | P I                        | J                  |
| Tetrahydrocannabinoler | I                  | P I                        | J                  |
| Tetrazepam | IV                 | P IV                       | J                  |
| Tilidin | II                 | N I                        | J                  |
| Tiofentanyl | I                  | N I+ IV                    | J                  |
| TMA, 3,4,5-trimetoxiamfetamin | I                  | P I                        | J                  |
| TMA-2, 2,4,5-trimetoxiamfetamin | I                  | —                          | J                  |
| Tramadol | III                | —                          | J                  |
| Triazolam | IV                 | P IV                       | J                  |
| Trimeperidin | II                 | N I                        | J                  |
| Tybamat | V                  | —                          | N                  |
| Vallmohalm, koncentrat av | II                 | N I                        | J                  |
| Vinbarbital | V                  | —                          | N                  |
| Vinylbital | IV                 | P IV                       | J                  |
| Zipeprol | IV                 | P II                       | J                  |
| Zolpidem | IV                 | P IV                       | J                  |
| Zopiklon | V                  | —                          | N                  |

## Fotnoter
1. ↑  Läkemedelsverkets föreskrifter om förteckningar över narkotika (LVFS 2011:10)
2. ↑  ”Föreskrifter om ändring i Läkemedelsverkets föreskrifter om förteckningar över narkotika (LVFS 2012:6)”. Arkiverad från originalet den 28 september 2013. https://web.archive.org/web/20130928024107/http://www.lakemedelsverket.se/upload/lvfs/LVFS_2012_6.pdf. Läst 2 juli 2012.
3. ↑  ”Föreskrifter om ändring i Läkemedelsverkets föreskrifter om förteckningar över narkotika (LVFS 2012:23)”. Arkiverad från originalet den 13 november 2013. https://web.archive.org/web/20131113141248/http://www.lakemedelsverket.se/upload/lvfs/LVFS_2012_23.pdf. Läst 20 december 2012.
4. ↑  http://www.tullverket.se/download/18.4ab1598c11632f3ba9280007805/51f08_08.pdf
5. ↑  Cannabis, varmed förstås de ovanjordiska delarna av varje växt av släktet Cannabis (med undantag av frön), från vilka hartset inte extraherats och oavsett under vilka benämningar de förekommer. Cannabisharts, varmed förstås det från cannabisväxten insamlade hartset antingen obehandlat eller renat. Med cannabis skall dock inte förstås hampa som 1. är av sort som kan berättiga till stöd enligt rådets förordning (EG) nr 1251/1999 av den 17 maj 1999 om upprättandet av ett stödsystem för producenter av vissa jordbruksgrödor och rådets förordning (EG) nr 1673/2000 av den 27 juli 2000 om den gemensamma organisationen av marknaderna för lin och hampa som odlas för fiberproduktion och 2. odlas efter det att ansökan om arealstöd för sådan odling enligt rådets förordning (EG) nr 1251/1999 givits in till behörig myndighet.
6. ↑  Även extrakt av cannabisharts
7. ↑  Med undantag för beredningar för medicinskt eller vetenskapligt bruk i form av lösningar som inte innehåller mer än 3 mg/ml
8. ↑  Med tetrahydrocannabinoler avses i ”List of Psychotropic substances under international control”(utgiven av International Narcotics Control Board) upptagna isomerer och stereokemiska varianter.
9. ↑  Med undantag för beredningar för medicinskt eller
vetenskapligt bruk som innehåller högst 400 mg tramadol per avdelad dos i blandning med en eller flera andra ingredienser eller som innehåller högst 10 procent tramadol om beredningarna inte är avdelade i doser